# Saint-Albain
Saint-Albain est une commune française située dans le département de Saône-et-Loire, en région Bourgogne-Franche-Comté.
Elle fait désormais partie du canton d'Hurigny, après avoir appartenu au canton de Lugny jusqu'en 2015.

## Géographie
Saint-Albain fait partie du Haut-Mâconnais, en bord de Saône. Mâcon est à 15 km et Tournus à 17.

### Climat
Pour des articles plus généraux, voir Climat de la Bourgogne-Franche-Comté et Climat de Saône-et-Loire.
En 2010, le climat de la commune est de type climat océanique altéré, selon une étude du Centre national de la recherche scientifique s'appuyant sur une série de données couvrant la période 1971-2000. En 2020, Météo-France publie une typologie des climats de la France métropolitaine dans laquelle la commune est exposée à un climat semi-continental et est dans la région climatique Bourgogne, vallée de la Saône, caractérisée par un bon ensoleillement (1 900 h/an), un été chaud (18,5 °C), un air sec au printemps et en été et des vents faibles.
Pour la période 1971-2000, la température annuelle moyenne est de 11,6 °C, avec une amplitude thermique annuelle de 18,1 °C. Le cumul annuel moyen de précipitations est de 842 mm, avec 10,8 jours de précipitations en janvier et 7,5 jours en juillet. Pour la période 1991-2020, la température moyenne annuelle observée sur la station météorologique de Météo-France la plus proche, « Mâcon », sur la commune de Charnay-lès-Mâcon à 15 km à vol d'oiseau, est de 12,3 °C et le cumul annuel moyen de précipitations est de 833,7 mm. 
La température maximale relevée sur cette station est de 39,8 °C, atteinte le 13 août 2003 ; la température minimale est de −21,4 °C, atteinte le 15 février 1956,,.
Les paramètres climatiques de la commune ont été estimés pour le milieu du siècle (2041-2070) selon différents scénarios d'émission de gaz à effet de serre à partir des nouvelles projections climatiques de référence DRIAS-2020. Ils sont consultables sur un site dédié publié par Météo-France en novembre 2022.

## Urbanisme

### Typologie
Au 1er janvier 2024, Saint-Albain est catégorisée commune rurale à habitat dispersé, selon la nouvelle grille communale de densité à sept niveaux définie par l'Insee en 2022.
Elle est située hors unité urbaine. Par ailleurs la commune fait partie de l'aire d'attraction de Mâcon, dont elle est une commune de la couronne,. Cette aire, qui regroupe 105 communes, est catégorisée dans les aires de 50 000 à moins de 200 000 habitants,.

### Occupation des sols
L'occupation des sols de la commune, telle qu'elle ressort de la base de données européenne d’occupation biophysique des sols Corine Land Cover (CLC), est marquée par l'importance des territoires agricoles (65,9 % en 2018), en diminution par rapport à 1990 (67,1 %). La répartition détaillée en 2018 est la suivante : terres arables (31,2 %), prairies (27,6 %), forêts (10,5 %), zones urbanisées (10,3 %), eaux continentales (7,9 %), zones agricoles hétérogènes (7,2 %), zones industrielles ou commerciales et réseaux de communication (5,4 %). L'évolution de l’occupation des sols de la commune et de ses infrastructures peut être observée sur les différentes représentations cartographiques du territoire : la carte de Cassini (XVIIIe siècle), la carte d'état-major (1820-1866) et les cartes ou photos aériennes de l'IGN pour la période actuelle (1950 à aujourd'hui).

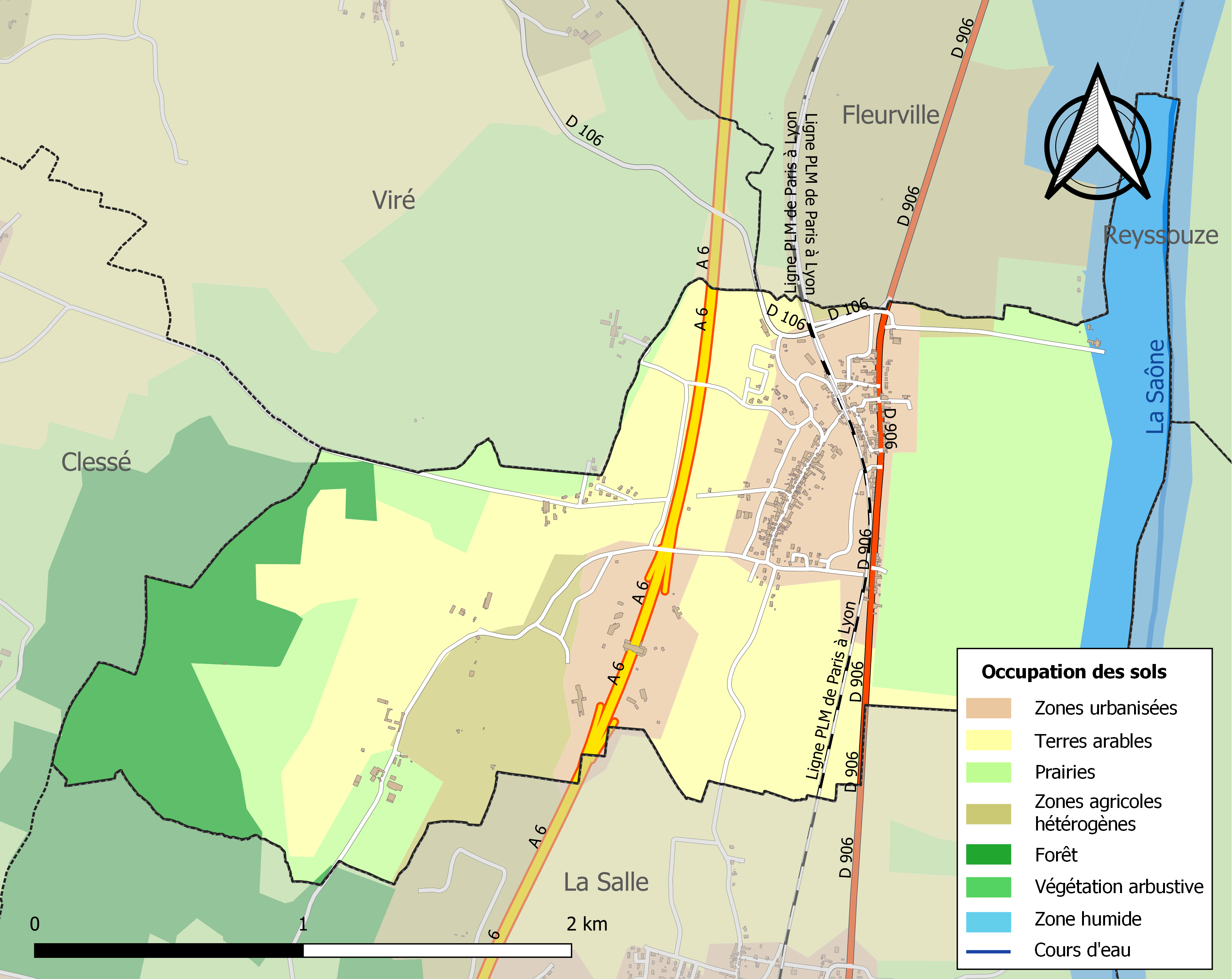
Carte des infrastructures et de l'occupation des sols de la commune en 2018 (CLC).

### Plan local d'urbanisme
L'urbanisme sur les 564 hectares du territoire de Saint-Albain est régi par un plan local d'urbanisme intercommunal (PLUi), document d’urbanisme dont le territoire d’effet n'est plus la commune mais l’intercommunalité du Mâconnais-Tournugeois, soit vingt-quatre communes membres réparties sur le Haut-Mâconnais et le Tournugeois.
Ce document stratégique traduit les principes d’aménagement du territoire et constitue un outil réglementaire fixant les règles de construction et d’occupation des sols applicables sur le territoire, d'où son contenu : un rapport de présentation retraçant le diagnostic du territoire, un projet d’aménagement et de développement durable (PADD) exposant la stratégie intercommunale, des orientations d’aménagement et de programmation (OAP) définissant les conditions d’aménagements de certains quartiers/ilots (cas particuliers), un règlement fixant les règles d’utilisation et de droit des sols ainsi que des annexes (plan de zonage, liste des servitudes, etc.).
Le PLUi du Mâconnais-Tournugeois, fruit d'un processus lancé par la communauté de communes en 2016, a été définitivement adopté par le conseil communautaire le 21 décembre 2023. Il est entré en vigueur le 12 mars 2024.

## Histoire
À la veille de la Révolution, Saint-Albain disposait d'un relais de poste aux chevaux, implanté entre celui de Tournus et celui de Mâcon, disposant de 30 chevaux (en 1786).
1790 : à la création des cantons, la commune de Saint-Albain est rattachée au canton de Lugny, alors composé de douze communes.
Au cours de la Révolution française, la commune porta provisoirement le nom de Mont-Marat.
Le 1er août 1867, un « train de plaisir » allant de Marseille à Paris déraille sur le territoire de la commune. Après cet accident ferroviaire faisant six morts et une quarantaine de blessés, le journal Le Figaro publiera la lettre d'un passager rescapé accusant les « paysans » du village d'être restés à regarder « les mains dans leurs poches ». Il s'ensuivra une polémique, que le journal finira par conclure en reconnaissant que « le reproche d'indifférence et d'inhumanité qu'on a gratuitement fait peser » sur les habitants du village, était une « injure imméritée ».
En 1968, la commune était vouée à disparaître dans le cadre d'une fusion avec les communes de Viré et Vérizet. Mais les habitants de la commune ont montré leur refus à l'issue d'un référendum relatif à une possible fusion. Toutefois, Viré et Vérizet ont fusionné le 10 novembre 1968.
1983 : Saint-Albain est officiellement jumelée avec la commune alsacienne de Rammersmatt.
1993 : fondation de la communauté de communes du Val de Saône-Mouge (avec Charbonnières, Laizé, Senozan et La Salle). À cette première communauté de communes a succédé, le 1er janvier 2003, la communauté de communes du Mâconnais - Val de Saône, ayant son siège à Lugny et résultant de la fusion de trois intercommunalités (celles du Haut-Mâconnais, de la Haute-Mouge et du Mâconnais-Val de Saône).
2017 : fusion des communautés de communes du Mâconnais-Val de Saône et du Tournugeois : Saint Albain fait désormais partie de la communauté de communes du Mâconnais-Tournugeois comprenant 24 communes.

## Politique et administration

### Liste des maires
| Période                                  | Période   | Identité         | Étiquette | Qualité |
| ---------------------------------------- | --------- | ---------------- | --------- | --- |
|                                          |           | Pierre Taton     |           | Ancien de la 3e compagnie du 4e bataillon de choc (commando de Cluny) pendant la guerre, à l'origine du jumelage en 1983-1984 avec la commune alsacienne de Rammersmatt. |
|                                          | mars 2001 | Gilles Mazuir    |           | |
| mars 2001                                | mars 2014 | Monique Guichard |           | |
| mars 2014                                | en cours  | Marc Dumont      |           | |
| Les données manquantes sont à compléter. |           |                  |           | |

### Intercommunalité et canton

#### Intercommunalité
Saint-Albain, après avoir appartenu à la communauté de communes du Mâconnais-Val-de-Saône (siège à Lugny), relève depuis le 1er janvier 2017 de la communauté de communes du Mâconnais-Tournugeois (siège à Tournus), à la suite de la mise en place du nouveau schéma départemental de coopération intercommunale (cette nouvelle communauté résulte de la fusion de deux communautés de communes : la communauté de communes du Tournugeois qui regroupait douze communes du Tournugeois et la communauté de communes du Mâconnais-Val-de-Saône qui regroupait douze communes du Haut-Mâconnais).
Cette communauté de communes est gérée par un conseil communautaire composé de quarante et un membres représentant chacune des communes adhérentes (et élus pour une durée de six ans), conseil au sein duquel Saint-Albain, à l'instar de toutes les autres communes de l'intercommunalité, dispose d'un représentant unique (exception faite de Lugny, Clessé, Viré et Montbellet représentés par deux délégués et de la ville de Tournus qui en totalise treize).
Depuis 2020 (et jusqu'en 2026), le délégué représentant Saint-Albain au sein de ce conseil communautaire est Marc Dumont (maire).

#### Canton
Saint-Albain, commune qui relevait du canton de Lugny depuis 1790, appartient depuis 2015 au canton d'Hurigny, à la suite du nouveau découpage territorial de Saône-et-Loire entré en vigueur à l'occasion des élections départementales de 2015 (découpage défini par le décret du 18 février 2014, en application des lois du 17 mai 2013).
Le canton d'Hurigny, tel qu'il se présente depuis cette réforme, est constitué de communes qui appartenaient auparavant à trois anciens cantons : le canton de Lugny (14 communes), le canton de Mâcon-Nord (12 communes) et le canton de Mâcon-Sud (2 communes).

### Sécurité

L'unité de gendarmerie à laquelle la commune de Saint-Albain est rattachée est la brigade de Lugny.

## Population et société

### Démographie
Les habitants s'appellent les Saint-Albinois.
L'évolution du nombre d'habitants est connue à travers les recensements de la population effectués dans la commune depuis 1793. Pour les communes de moins de 10 000 habitants, une enquête de recensement portant sur toute la population est réalisée tous les cinq ans, les populations de référence des années intermédiaires étant quant à elles estimées par interpolation ou extrapolation. Pour la commune, le premier recensement exhaustif entrant dans le cadre du nouveau dispositif a été réalisé en 2004.

En 2022, la commune comptait 548 habitants, en évolution de +9,16 % par rapport à 2016 (Saône-et-Loire : −1,06 %, France hors Mayotte : +2,11 %).
| 1793 | 1800 | 1806 | 1821 | 1831 | 1836 | 1841 | 1846 | 1851 |
| ---- | ---- | ---- | ---- | ---- | ---- | ---- | ---- | ---- |
| 633  | 620  | 569  | 690  | 702  | 776  | 774  | 797  | 782  |

| 1856 | 1861 | 1866 | 1872 | 1876 | 1881 | 1886 | 1891 | 1896 |
| ---- | ---- | ---- | ---- | ---- | ---- | ---- | ---- | ---- |
| 720  | 690  | 703  | 662  | 650  | 643  | 571  | 521  | 524  |

| 1901 | 1906 | 1911 | 1921 | 1926 | 1931 | 1936 | 1946 | 1954 |
| ---- | ---- | ---- | ---- | ---- | ---- | ---- | ---- | ---- |
| 522  | 528  | 518  | 416  | 386  | 360  | 376  | 361  | 382  |

| 1962 | 1968 | 1975 | 1982 | 1990 | 1999 | 2004 | 2006 | 2009 |
| ---- | ---- | ---- | ---- | ---- | ---- | ---- | ---- | ---- |
| 380  | 434  | 387  | 422  | 406  | 435  | 496  | 527  | 517  |

| 2014 | 2019 | 2022 | - | - | - | - | - | - |
| ---- | ---- | ---- | - | - | - | - | - | - |
| 505  | 534  | 548  | - | - | - | - | - | - |

### Enseignement

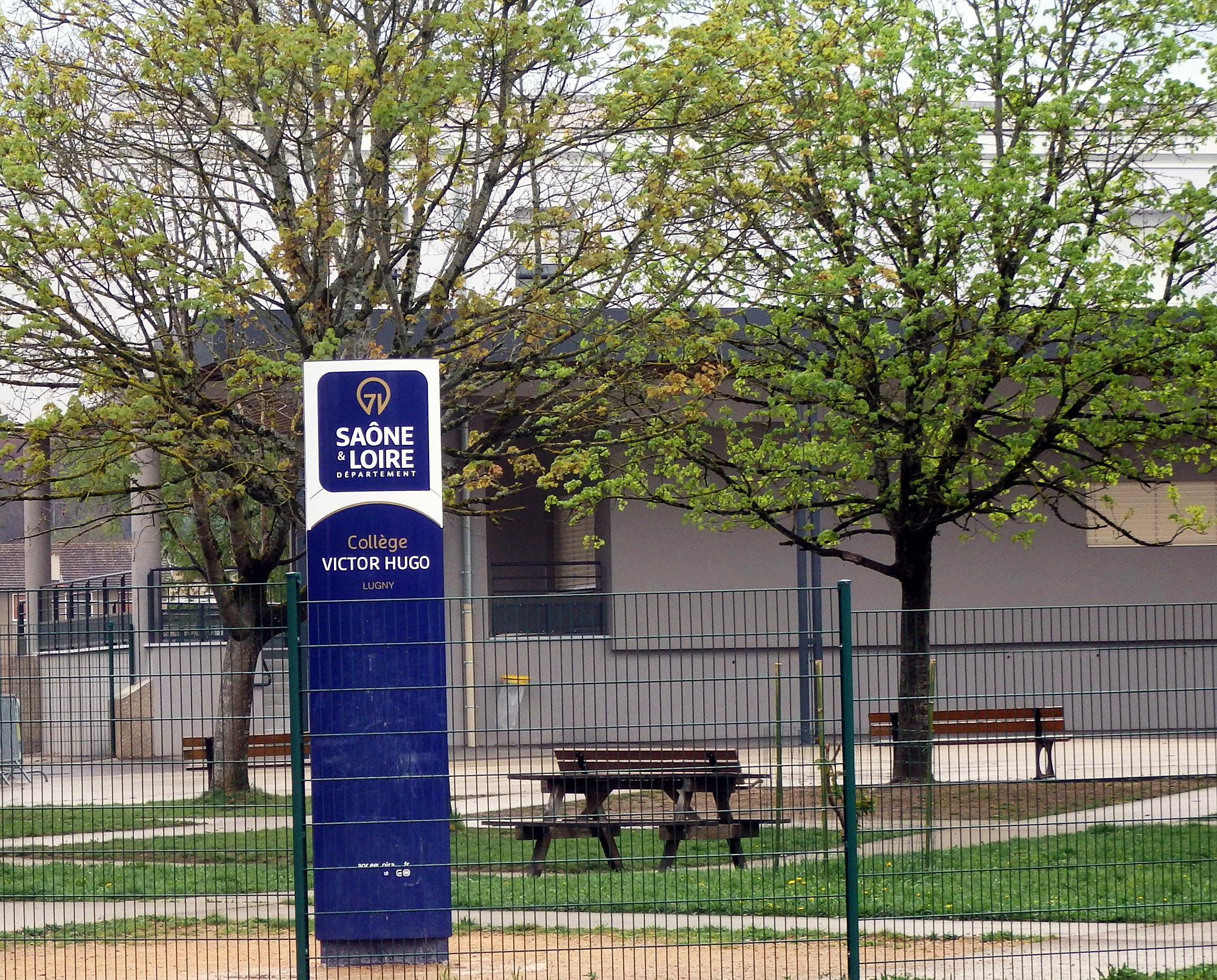
Le collège public Victor-Hugo de Lugny, entré en service en 1977 et dont la carte scolaire s'étend à 19 communes.

Pour l'enseignement secondaire, Saint-Albain, avec dix-huit autres communes, relève de la carte scolaire du collège « Victor Hugo » de Lugny.

Les vignobles du Mâconnais.

## Cultes
Saint-Albain appartient à l'une des sept paroisses composant le doyenné de Mâcon (doyenné relevant du diocèse d'Autun) : la paroisse Notre-Dame-des-Coteaux en Mâconnais, paroisse qui a son siège à Lugny et qui regroupe la plupart des villages du Haut-Mâconnais.

## Culture locale et patrimoine

### Lieux et monuments
- L'église de Saint-Albain, qui date du milieu du XIIIe siècle[25] et qui a fait l'objet d'un classement au titre des monuments historiques le 18 septembre 1929[25].
- L'île de Brouard.
- Le lavoir du XIXe siècle, restes du château fort, maisons des pays Bourgogne-Bresse.

## Pour approfondir